# Андреевская волость (Мариупольский уезд)
Андре́евская во́лость — историческая административно-территориальная единица Мариупольского уезда Екатеринославской губернии с центром в слободе Андреевка.
По состоянию на 1886 год состояла из 3 поселений, 5 сельских общин. Население — 2687 человек (1492 мужского пола и 1195 — женского), 284 дворовых хозяйств.
|                        | Площадь, десятин | В том числе пахотной, десятин |
| ---------------------- | ---------------- | ----------------------------- |
| Сельских общин         | 1372             | 1134                          |
| Частной собственности  | 15190            | 5920                          |
| Казенной собственности | -                | -                             |
| Другой собственности   | -                | -                             |
| В целом                | 16562            | 7054                          |

Основные поселения волости по состоянию на 1885 год:
- Андреевка (Клевцовая) — бывшее собственническое село при реке Волчья в 140 верстах от уездного города, 956 человек, 139 дворов, православная церковь, школа, лавка, 2 ярмарки в год. За 5, 7 и 12 верст — школы.
- Васильевка (Тонкая) — бывшее собственническое село реке Ялаха, 563 человека, 79 дворов, школа, лавка.